# Generali Ladies Linz 2011
Il Generali Ladies Linz 2011 è stato un torneo di tennis che si è giocato sul cemento indoor. È stata la 25ª edizione del Generali Ladies Linz, che fa parte della categoria WTA International nell'ambito del WTA Tour 2011. Si è giocato a Linz, in Austria, dall'8 al 16 ottobre 2011.

## Partecipanti WTA

### Teste di serie
| Nazionalità | Giocatore                | Ranking* | Testa di serie |
| ----------- | ------------------------ | -------- | -------------- |
| Rep. Ceca   | Petra Kvitová            | 5        | 1              |
| Germania    | Andrea Petković          | 11       | 2              |
| Serbia      | Jelena Janković          | 13       | 3              |
| Russia      | Anastasija Pavljučenkova | 16       | 4              |
| Germania    | Sabine Lisicki           | 17       | 5              |
| Germania    | Julia Görges             | 19       | 6              |
| Slovacchia  | Dominika Cibulková       | 22       | 7              |
| Slovacchia  | Daniela Hantuchová       | 25       | 8              |
| Italia      | Flavia Pennetta          | 26       | 9              |

* Ranking al 3 ottobre 2011

### Altre partecipanti
Giocatrici che hanno ricevuto una Wild card:
- Jelena Janković
- Petra Kvitová
- Patricia Mayr-Achleitner

Giocatrici passate dalle qualificazioni:

- Sorana Cîrstea
- Vitalija D'jačenko
- Stéphanie Foretz Gacon
- Petra Martić
- Anne Keothavong (Lucky loser)
- Evgenija Rodina (Lucky loser)
- Anastasija Rodionova (Lucky loser)

## Campionesse

### Singolare
Petra Kvitová ha sconfitto in finale  Dominika Cibulková per 6-4, 6-1.
- È il sesto titolo in carriera per Kvitová, il quinto del 2011.

### Doppio
Marina Eraković /  Elena Vesnina hanno sconfitto in finale  Julia Görges /  Anna-Lena Grönefeld per 7-5, 6-1.